# Молоко (журнал)
«Молоко» — русский литературный журнал консервативной направленности.

## История
Журнал основан в 1998 году студентами Литературного института из творческих семинаров Р. Киреева, Н. Евдокимова, Н. Старшинова и др. Название — сокращение от первоначального «Молодое око». Издание позиционировалось как журнал русской, традиционной культуры. Публицист Дмитрий Крылов: «Это журнал консервативный. Его консерватизм заметен во вкусах, средствах выражения и подборе авторов». Критик Капитолина Кокшенева: «Вообще „Молоко“ совершенно осознанно ориентируется на реализм как школу, как путь и мировоззрение. Эти позиции близки и саранскому „Страннику“».  Переводчик Александр Андрюшкин: «С самого начала журнал «Молоко» повел себя не совсем обычно, так как почему-то избегал шумной саморекламы».
С 2000 года журнал выходит в интернете, входил в состав исторического портала Хронос, затем в состав содружества литературных журналов в сети «Русское поле». Веб-редактор МОЛОКА — В. Румянцев. Главный редактор — Лидия Сычева. Среди авторов — Виктор Боченков, Валентин Сорокин, Аршак Тер-Маркарьян, Владимир Пронский, Капитолина Кокшенева, Игорь Жданов, Вячеслав Куприянов, Вадим Дементьев, Айдар Хусаинов, Григорий Долуханов, Вячеслав Щепоткин, Ольга Иженякова, Платон Беседин, Екатерина Глушик,  Руслана Ляшева и мн. другие литераторы.
В журнале существуют разделы: «Проза», «Поэзия», «Очерк», «Критика», «Полемика», «Драматургия, сценарии», «Дневник писателя», «Эссе», «Беседы», «Будущее России», «Литературные конкурсы и премии» и др.
Журнал открыл российскому читателю украинского прозаика Ульяну Гамаюн, романиста Игоря Удачина, художника Станислава Плутенко и др. В 2009 году журнал первым из столичных изданий опубликовал иркутского прозаика Андрея Антипина.
«Молоко» — общественный проект, его недостаток — отсутствие гонораров для авторов. У журнала есть свой видеоканал на YouTube.